# Villeron
Villeron ist eine französische Gemeinde im Département Val-d’Oise in der Île-de-France mit 1.672 Einwohnern (Stand: 1. Januar 2022), die Villeronais(es) genannt werden. Sie gehört zum Kanton Goussainville (bis 2015: Kanton Gonesse) im Arrondissement Sarcelles.

## Geographie
Villeron liegt etwa 30 Kilometer nordöstlich von Paris. Umgeben wird Villeron von den Nachbargemeinden Saint-Witz im Norden und Nordosten, Vémars im Osten, Chennevières-lès-Louvres im Süden und Südosten, Louvres im Westen und Südwesten sowie Marly-la-Ville im Nordwesten.
Am Ostrand der Gemeinde führt die Autoroute A1 entlang.

## Geschichte
Erstmals urkundlich erwähnt wurde der Ort 833.

## Bevölkerung
| Jahr      | 1962 | 1968 | 1975 | 1982 | 1990 | 1999 | 2006 | 2013 |
| --------- | ---- | ---- | ---- | ---- | ---- | ---- | ---- | ---- |
| Einwohner | 263  | 294  | 311  | 271  | 361  | 702  | 709  | 787  |

## Sehenswürdigkeiten
- Kirche Saint-Germain-d'Auxerre, aus dem 16. Jahrhundert, Umbauten aus dem 19. Jahrhundert
- Grange de Vaulerent (Grangie) mit Taubenturm, seit 1889 Monument historique
- Ruinen des Schlosses Villeron
- Ehemalige Destillerie

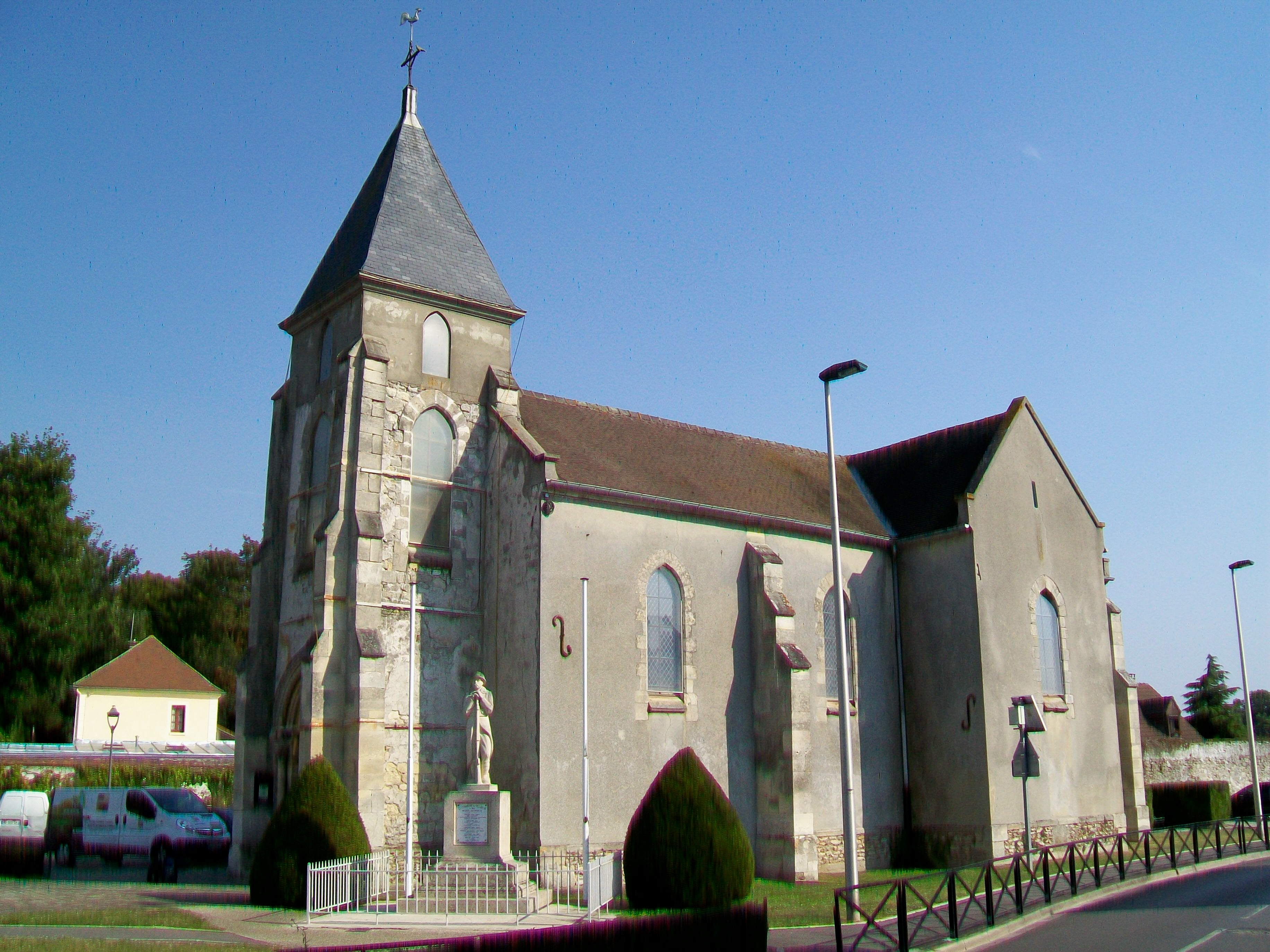
Kirche Saint-Germain-d'Auxerre
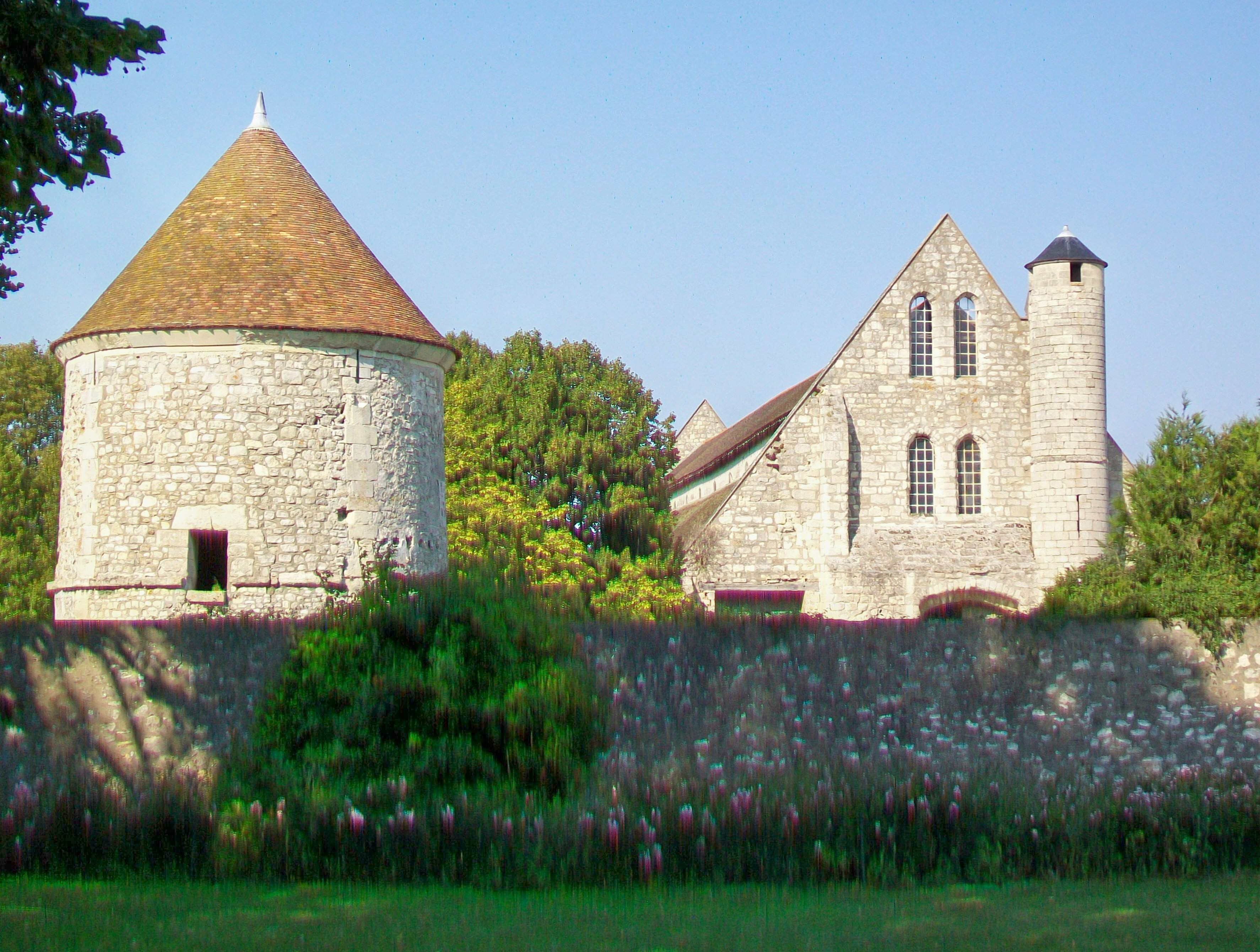
Grange de Vaulerent mit Taubenturm
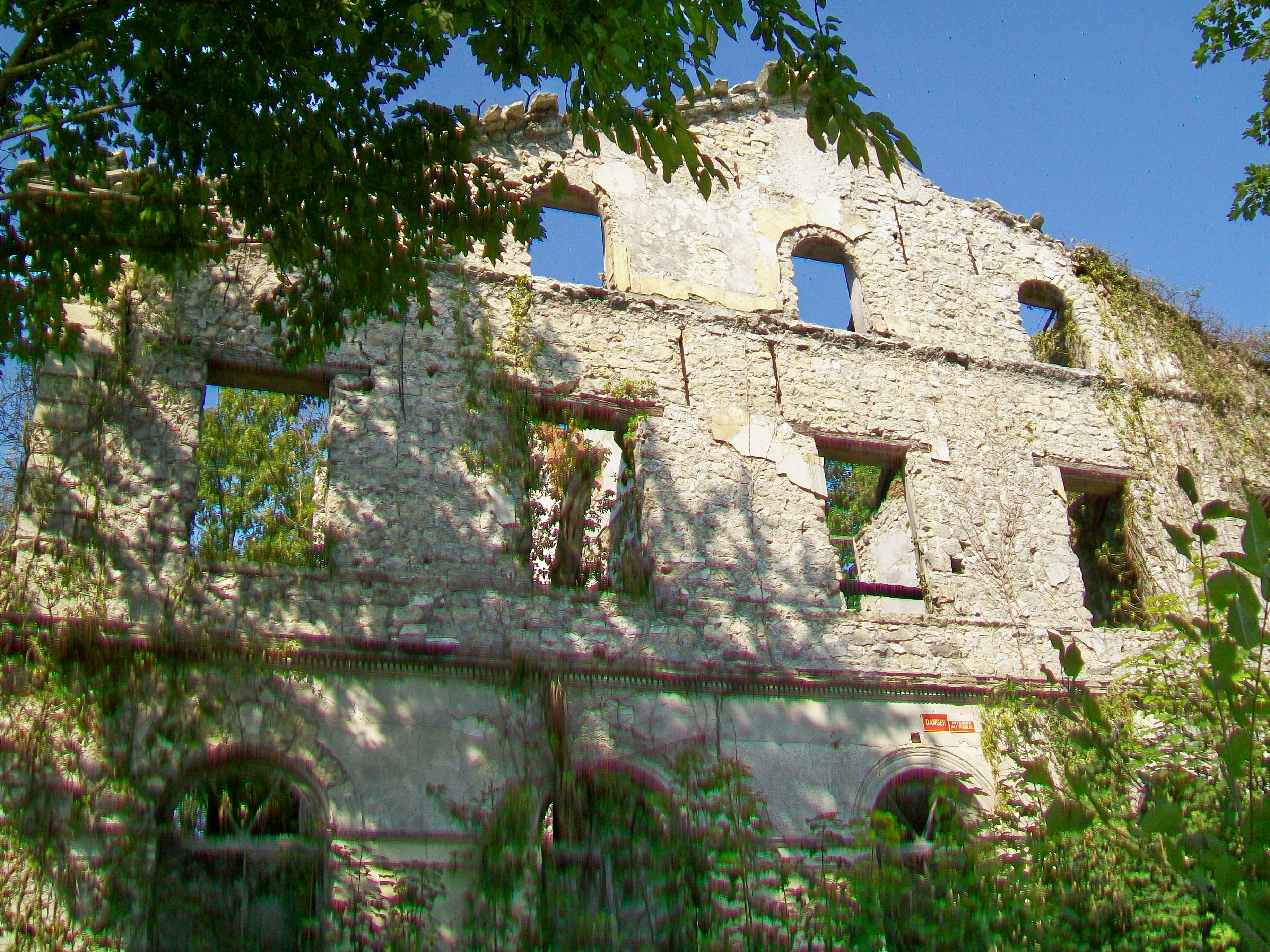
Ruinen des Schlosses